# Andreas Blühm

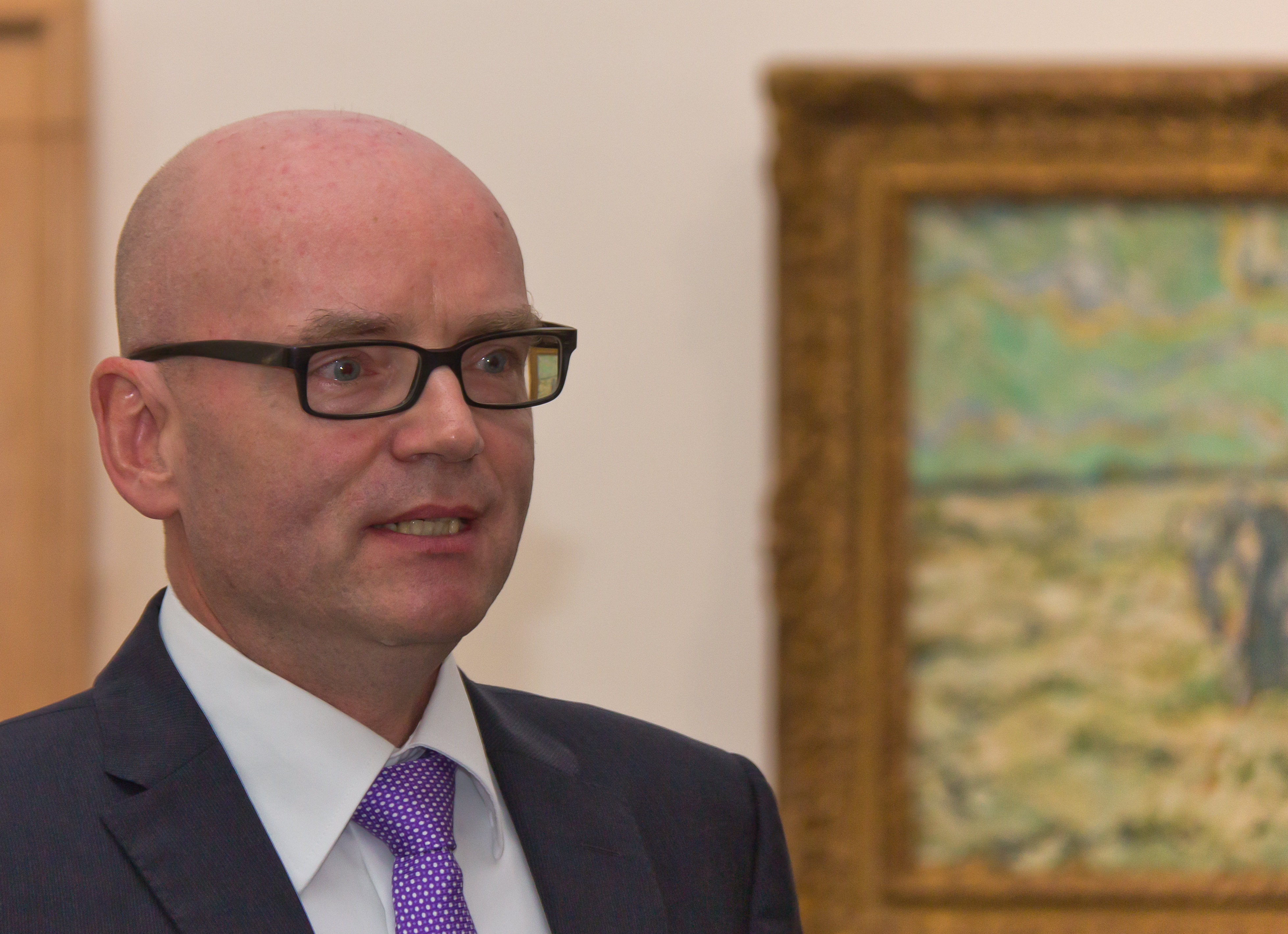
Andreas Blühm, 2012

Andreas Blühm (* 18. Februar 1959 in Berlin) ist ein deutscher Kunsthistoriker und war von 2012 bis 2024 Direktor des Groninger Museums.

## Leben
Andreas Blühm wuchs in Bremen auf, studierte Kunstgeschichte an der Universität Tübingen und an der  Freien Universität Berlin, wo er 1988 über das Thema Pygmalion. Die Ikonographie eines Künstlermythos 1500–1900 promoviert wurde.
Nach dem Volontariat am Museum für Kunst und Kulturgeschichte der Hansestadt Lübeck arbeitete er von 1990 bis 1993 als Ausstellungsleiter am Museum Ostdeutsche Galerie Regensburg.
Von 1993 bis 2005 war er als „Hoofd Presentatie“ am Van Gogh Museum in Amsterdam tätig. Dort kuratierte er Ausstellungen und führte auch Dialoge mit der Gegenwartskunst ein, zuletzt mit Marina Abramović und der Choreographin Krisztina de Châtel in einer Ausstellung mit Werken von Egon Schiele (2005).
Von 2005 bis 2012 leitete er das Wallraf-Richartz-Museum & Fondation Corboud in Köln. Er war für die Umgestaltung der Galerie und des Foyers verantwortlich. Andreas Blühm initiierte den von der Deutschen Bank Stiftung und der Regionalverkehr Köln GmbH geförderten Museumsbus, ein Projekt, das 2008 u. a. den Deutschen Kulturförderpreis des Kulturkreis der deutschen Wirtschaft erhielt.
Am 1. September 2012 übernahm er die Leitung des Groninger Museums.
Seit September 2016 ist er außerplanmäßiger Professor für Kunstgeschichte an der Universität Groningen. Im Dezember 2024 schied Blühm aus dem Dienst beim Groninger Museum aus und damit endete auch die Lehrtätigkeit an der Rijksuniversität Groningen.
Andreas Blühm ist Autor und Herausgeber zahlreicher Aufsätze und Ausstellungskataloge. Seine Publikationen reichen von kunsthistorischen Themen vom Mittelalter bis zur Gegenwart über die Kulturgeschichte zur Museologie. 2008 erschien eine Gebrauchsanweisung für den Museumsbesuch unter dem Titel Fit fürs Museum.

## Auszeichnungen
- 2009: Kölner Kulturpreis „Bester Kulturmanager des Jahres“, Kölner Kulturrat[3]
- 2009: Land der Ideen, Ausgewählter Ort (für das Projekt „Wallraf der Museumsbus“)[4]
- 2008: Deutscher Kulturförderpreis des BDI (für die Deutsche Bank als Förderer des Projekts „Wallraf der Museumsbus“)[5]
- 2008: Kulturkamelle, Festkomitee des Kölner Karnevals von 1823 e.V

## Ausstellungen (Auswahl)
- 1996: „The Colour of Sculpture 1850-1910“. Van Gogh Museum
- 2000: „Light! The Industrial Age 1750-1900. Art & Science, Technology & Society“. Van Gogh Museum, gemeinsam mit Louise Lippincott vom Carnegie Museum of Art in Pittsburgh
- 2000: „Fierce Friends. Artists and Animals 1750-1900“. Van Gogh Museum, gemeinsam mit Louise Lippincott vom Carnegie Museum of Art in Pittsburgh
- 2002: „Van Gogh & Gauguin. The Studio of the South“. Van Gogh Museum, gemeinsam mit dem Art Institute of Chicago
- 2010: „Der Mond“. Wallraf-Richartz-Museum & Fondation Corboud
- 2011: „Alexandre Cabanel – Die Tradition des Schönen“. Wallraf-Richartz-Museum & Fondation Corboud, gemeinsam mit Christian Lacroix